# Cooperön
Cooper Island är en ö i Sydgeorgien och Sydsandwichöarna (Storbritannien). Den ligger i den nordvästra delen av Sydgeorgien och Sydsandwichöarna. Arean är 2,6 kvadratkilometer.
Terrängen på Cooper Island är lite kuperad. Öns högsta punkt är 379 meter över havet. Den sträcker sig 2,8 kilometer i nord-sydlig riktning, och 2,6 kilometer i öst-västlig riktning.